# Гундовалд
Гундовалд също Баломер (на латински: Gundowald, Gundobald, Gundovald, Gondovald; Ballomer; на френски: Gombaud; † 585) е през 584 или 585 г. като узурпатор крал на Аквитания.

## Биография
Той твърди, че е извънбрачен син на Хлотар I. Това не се признава и след като му остригват косата той бяга през Италия в Константинопол, където византийският император го приютява.
През 581 г. група от благородници иска той да се върне. С финансовата помощ на император Маврикий, Гундовалд се връща през 582/583 г. като претендент в царството. Гундовалд превзема с войската си някои градове в Южна Галия и се провъзглася за крал. През 585 г. Гунтрам I, крал на Бургундия от рода на Меровингите и легитимен син на Хлотар I, го хваща и убива в Comminges.